# خواهر و برادرانم
خواهر و برادرانم (به ترکی استانبولی: Kardeşlerim) مجموعهٔ تلویزیونی در ژانر درام، عاشقانه و نوجوانان ساخت ترکیه و تولید ان‌جی مدیا به کارگردانی سرکان بیرینچی و نویسندگی گل‌عابوس سمرجی است. در آن بازیگرانی همچون جلیل نالچاکان، جنید مته، سیمگه سلجوق، ییعیت کوچاک، سو بورجو یازگی جوشکون و آهو یائتو به ایفای نقش پرداخته‌اند. این مجموعهٔ تلویزیونی متشکل از ۴ فصل است که اولین قسمت آن در ۲۰ فوریه ۲۰۲۱ از شبکه آ تی‌وی ترکیه به روی آنتن رفت و پس از پخش ۱۳۲ قسمت، در تاریخ ۸ ژوئن ۲۰۲۴ پایان یافت.

## خلاصهٔ داستان
داستان حول محور قدیر، عمر، آسیه و اِمَل چهار خواهر و برادری می‌چرخد که والدین خود را به دلیل حوادث ناگوار از دست می‌دهند و سعی می‌کنند با حمایت یکدیگر زندگی خود را ادامه دهند. با وجود فراز و نشیب‌ها، آنها همیشه در کنار یکدیگر هستند. اما به زودی حقیقت مربوط به مرگ والدین آنها به آرامی آشکار می‌شود و هیچ چیز مانند قبل باقی نمی‌ماند.

## نمای کلی قسمت‌ها
| فصل | قسمت‌ها | قسمت‌ها | تاریخ اصلی روی آنتن رفتن | تاریخ اصلی روی آنتن رفتن |
| فصل | قسمت‌ها | قسمت‌ها | اولین بار                | آخرین بار                |
| --- | ------ | ------ | ------------------------ | ------------------------ |
| ۱   | ۱۸     | ۱۸     | ۲۰ فوریه ۲۰۲۱            | ۱۹ ژوئن ۲۰۲۱             |
| ۲   | ۳۸     | ۳۸     | ۱۱ سپتامبر ۲۰۲۱          | ۱۱ ژوئن ۲۰۲۲             |
| ۳   | ۳۸     | ۳۸     | ۳ سپتامبر ۲۰۲۲           | ۱۰ ژوئن ۲۰۲۳             |
| ۴   | ۳۸     | ۳۸     | ۹ سپتامبر ۲۰۲۳           | ۸ ژوئن ۲۰۲۴              |

## بازیگران و شخصیت‌ها
توضیحات: بخش ذیل مربوط به حضور بازیگران بر اساس حضورشان در فصل‌های این مجموعۀ تلویزیونی است. برای توضیحات و جزئیات بیشتر در مورد بازیگران به فهرست شخصیت‌های خواهر و برادرانم مراجعه کنید.
این مجموعهٔ تلویزیونی نام‌های جوان را در کنار بازیگران با تجربه گرد هم آورده است. بازیگران با تجربه‌ای همچون جلیل نالچاکان، جنید مته، سیمگه سلجوق، آهو یائتو،  فادیک سوین آتاسوی، نیهان بویوکاچ، کان چاکیر و اوریم دوغان بازیگران جوان را همراهی می‌کنند.
بازیگران جوانی مثل ییعیت کوچاک، سو بورجو یازگی جوشکون، اونور سعید یاران، خالد اوزگور ساری، جهان شیمشک، ملیس مینکاری، رجب اوستا،  داملاسو ایکیز‌اوغلو، لیزگه کومرت، گزده تورکر، برک‌علی چاتال، ارن اورن، نازلی چتین، اجم سنا باییر، آتاکان اوزکایا، ایلول کاندمیر و الچین ایرم زهرا در این مجموعهٔ تلویزیونی شرکت کردند.
| بازیگران              | شخصیت‌های اصلی  | شخصیت‌های اصلی  | شخصیت‌های اصلی  | شخصیت‌های اصلی  |
| بازیگران              | فصل ۱          | فصل ۲          | فصل ۳          | فصل ۴          |
| --------------------- | -------------- | -------------- | -------------- | -------------- |
| جلیل نالچاکان         | عاکف آتاکول    | عاکف آتاکول    | عاکف آتاکول    | عاکف آتاکول    |
| جنید مته              | اورهان اِرَن     | اورهان اِرَن     | اورهان اِرَن     | اورهان اِرَن     |
| سیمگه سلجوق           | نباهت آتاکول   | نباهت آتاکول   | نباهت شن       | نباهت آتاکول   |
| ییعیت کوچاک           | عمر ارن/ییلماز | عمر ارن/ییلماز | عمر ارن/ییلماز | عمر ارن/ییلماز |
| سو بورجو یازگی جوشکون | آسیه ارن       | آسیه ارن       | آسیه ارن       | آسیه ارن       |
| آهو یائتو             | سوزان مانیاسلی | سوزان آتاکول   | سوزان ارجان    | سوزان سویدان   |
| فادیک سوین آتاسوی     | شنگول ارن      | شنگول ارن      | شنگول اصلان    | شنگول ارن      |
| اونور سعید یاران      | دوروک آتاکول   | دوروک آتاکول   | دوروک آتاکول   | دوروک آتاکول   |
| خالد اوزگور ساری      | قدیر ارن       | قدیر ارن       |                |                |
| جهان شیمشک            | اولجان ارن     | اولجان ارن     | اولجان ارن     | اولجان ارن     |
| ملیس مینکاری          | آیبیکه ارن     | آیبیکه ارن     | آیبیکه ارن     | آیبیکه ارن     |

| بازیگران              | شخصیت‌های مکمل     | شخصیت‌های مکمل     | شخصیت‌های مکمل     | شخصیت‌های مکمل     |  |
| بازیگران              | فصل ۱             | فصل ۲             | فصل ۳             | فصل ۴             |  |
| --------------------- | ----------------- | ----------------- | ----------------- | ----------------- |  |
| رجب اوستا             | برک اوزکایا /چتین | برک اوزکایا /چتین | برک اوزکایا /چتین | برک اوزکایا /چتین |  |
| داملاسو ایکیزاوغلو    | ملیسا آتاکول      | ملیسا آتاکول      |                   |                   |  |
| لیزگه کومرت           | سوسن کیلیچ        | سوسن کیلیچ        | سوسن کیلیچ        | سوسن کیلیچ        |  |
| گزده تورکر            | هاریکا مانیاسلی   | هاریکا مانیاسلی   |                   |                   |  |
| برک‌علی چاتال          | تولگا بارچین      | تولگا بارچین      | تولگا بارچین      | تولگا بارچین      |  |
| کان چاکیر             |                   |                   | احمد ییلماز       |                   |  |
| نیهان بویوکاچ         |                   |                   | شوال ییلماز       | شوال اِندَر         |  |
| آتاکان اوزکایا        |                   |                   | سارپ ییلماز       | سارپ ییلماز       |  |
| ایلول کاندمیر         |                   |                   | یاسمین ییلماز     | یاسمین ییلماز     |  |
| ییلدیز کولتور         |                   | سِوگی ییلماز       | سِوگی ییلماز       |                   |  |
| اوریم دوغان           |                   | گونول             | گونول ارن         |                   |  |
| اجم سنا باییر         |                   |                   | افرا ییلدیز       |                   |  |
| آسلی ماویتان          |                   | آیلا اوزکایا      | آیلا کارا         | آیلا کارا         |  |
| دیلارا سومبول         |                   |                   | الیف چتین         | الیف چتین         |  |
| شیما کورکماز          |                   |                   |                   | ثریا              |  |
| نازلی چتین            |                   |                   | لیلا بارچین       |                   |  |
| برک باکی اوغلو        |                   |                   |                   | ایاز سونمز        |  |
| امره کارایل           |                   |                   |                   | یامان سویدان      |  |
| الچین ایرم زهرا       |                   |                   |                   | لیدیا سویدان      |  |
| کان سوی               | مظلوم             | مظلوم             |                   |                   |  |
| ایرم سلمان            | تالیا             | تالیا             |                   |                   |  |
| ارن اورن              |                   | کان آتاکول        |                   |                   |  |
| نیلسو ییلماز          |                   | جمیله آکگون       |                   |                   |  |
| اوگون کاپیتان‌اوغلو    |                   | رسول اوزکایا      |                   |                   |  |
| عایشه کوکچو           |                   |                   |                   | فاطما ارن         |  |
| ایلایدا سزگین         |                   |                   | زهرا گوون         |                   |  |
| انس دمیرکاپی          |                   | امیر اجه          |                   |                   |  |
| یارن پاپیجی           |                   | اوزگه اجه         |                   |                   |  |
| آیلین آکینپار         | امل ارن           | امل ارن           | امل ارن           | امل ارن           |  |
| سویم آسیا چانکاراوغلو | حلمیه             | حلمیه             | حلمیه             | حلمیه             |  |
| امره یتک              | بوراک             | بوراک             | بوراک             | بوراک             |  |

## تولید و انتشار

### تیم فنی
کارگردان این مجموعهٔ تلویزیونی سرکان بیرینجی، تهیه کننده‌گان تازلی هپتورک، اوغور ترکمن و گوخان ارکال هستند. تیم‌نویسندگی فیلم‌نامه متشکل از سه نفر: گل‌عابوس سمرجی، ملیس وزیراوغلو یلماز و مرت مریچلی است.
ودات دیکمتاش فیلم‌بردار مجموعه، ادا آکسوی گیریتلی اوغلو دستیار کارگردان، نشه کلسوی کارگردان دوم، بورچاک دمت دانیال کارگردان هنری و بیلگهان پرچین دستیار نورپردازی هستند. تدوین آن توسط اوگون کوچوک اوغلو انجام شده است.
تهیه کننده‌اجرایی مجموعه رسول اوزکایا و هماهنگ‌کننده تولید هلال دویگو هستند. مدیر بازیگران سما هاتون بیلمیس است.

### محل فیلم‌برداری
این مجموعهٔ تلویزیونی در قسمت‌های مختلف شهر استانبول به ویژه در منطقه فاتح فیلم‌برداری می‌شود. برای فیلم‌برداری کالج آتامان از مدرسه خصوصی علوم کمربورگاز (به ترکی استانبولی: Özel Kemerburgaz Bilim Okulu)ست.

### آلبوم موسیقی‌متن
این آلبوم شامل موسیقی‌متن، موسیقی‌های سریال و آهنگ تیتراژ آغاز و پایانی است، در ۱۸ ژوئن ۲۰۲۱ منتشر شد. موسیقی آن توسط آلپ ینیر ساخته شده و آهنگ تیتراژ آن توسط گلیز آیلا اجرا شده است. این آلبوم در مجموع شامل ۴۱ آهنگ است.

### انتشار بین‌المللی
این مجموعهٔ تلویزیونی با عنوان برای خانواده‌ام (به انگلیسی: For My Family) به بازار جهانی عرضه شد. حق پخش تلویزیونی این مجموعه به بیش از ۶۰ کشور فروخته شده است. کشورهایی از جمله اسپانیا، شیلی، الجزایر، بحرین، چاد، جیبوتی، مصر، غزه، ایران، عراق، اردن، کویت، لبنان، لیبی، موریتانی، مراکش، عمان، فلسطین، قطر، عربستان سعودی، سومالی، سودان جنوبی، سودان، سوریه، تونس، امارات متحده عربی، کرانه باختری، یمن، روسیه، رومانی، اسرائیل، ازبکستان. انتشار این مجموعهٔ تلویزیونی در اواس‌ان، یکی از بزرگ‌ترین پلتفرم‌های اینترنتی در خاورمیانه، در ۱۵ اوت ۲۰۲۱ آغاز شد.

### تمدید فصل سوم
این مجموعهٔ تلویزیونی برای فصل سوم تمدید شد و اولین قسمت آن در ۳ سپتامبر ۲۰۲۲ پخش شد. پس از پخش ۳۸ قسمت، آخرین قسمت آن در ۱۰ ژوئن ۲۰۲۳ پخش شد و فصل سوم در قسمت ۹۴ پایان یافت.

### تمدید فصل چهارم
بر اساس تصمیم مدیریت شبکه آ تی‌وی، این مجموعهٔ تلویزیونی برای فصل چهارم تمدید و تولید آن توسط ان‌جی مدیا به کارگردانی سرکان بیرینجی تأیید شد. به گفته گل‌عابوس سمرجی نویسنده این مجموعه، در فصل چهارم شخصیت‌های جوان وارد دانشگاه می‌شوند و شاهد تحصیل آنان در دانشگاه خواهیم بود. فیلم‌برداری فصل چهارم از ماه اوت یا سپتامبر شروع می‌شود. اولین قسمت فصل چهارم (قسمت ۹۵) روز شنبه، ۹ سپتامبر از شبکه آ تی‌وی پخش شد.

#### تغییر در تیم بازیگری و اضافه شدن چهره‌های جدید
در فصل چهارم تعدادی از بازیگران از گروه جدا می‌شوند و بازیگران جدیدی به این مجموعه اضافه می‌شوند. همچنین به خصوص از بازیگران جوان فصل‌های گذشته انتظار می‌رود که در فصل جدید نیز حضور داشته باشند. در قسمت آخر فصل سوم بازیگری به نام صنم کوتیل در نقش الچین به کادر بازیگری اضافه می‌شود. نقش این شخصیت در فصل چهارم ادامه خواهد داشت.

## برنامه پخش
| فصل   | روز و ساعت‌پخش                  | پخش اصلی        | پخش اصلی     | تعداد قسمت‌های پخش شده | قسمت‌ها | سال انتشار | شبکه تلویزیونی |
| فصل   | روز و ساعت‌پخش                  | شروع فصل        | پایان فصل    | تعداد قسمت‌های پخش شده | قسمت‌ها | سال انتشار | شبکه تلویزیونی |
| ----- | ------------------------------ | --------------- | ------------ | --------------------- | ------ | ---------- | -------------- |
| فصل ۱ | شنبه ساعت ۲۰:۰۰ (به وقت ترکیه) | ۲۰ فوریه ۲۰۲۱   | ۱۹ ژوئن ۲۰۲۱ | ۱۸                    | ۱-۱۸   | ۲۰۲۱       | شبکه آ تی‌وی    |
| فصل ۲ | شنبه ساعت ۲۰:۰۰ (به وقت ترکیه) | ۱۱ سپتامبر ۲۰۲۱ | ۱۱ ژوئن ۲۰۲۲ | ۳۸                    | ۱۹-۵۶  | ۲۰۲۱-۲۰۲۲  | شبکه آ تی‌وی    |
| فصل ۳ | شنبه ساعت ۲۰:۰۰ (به وقت ترکیه) | ۳ سپتامبر ۲۰۲۲  | ۱۰ ژوئن ۲۰۲۳ | ۳۸                    | ۵۷-۹۴  | ۲۰۲۲-۲۰۲۳  | شبکه آ تی‌وی    |
| فصل ۴ | شنبه ساعت ۲۰:۰۰ (به وقت ترکیه) | ۹ سپتامبر ۲۰۲۳  | ۸ ژوئن ۲۰۲۴  | ۳۸                    | ۹۵-۱۳۲ | ۲۰۲۳-۲۰۲۴  | شبکه آ تی‌وی    |

## پخش تلویزیونی

#### ترکیه
این مجموعهٔ تلویزیونی از شبکه آ تی‌وی ترکیه ‌شنبه‌ هر هفته ساعت ۲۰:۳۰ (به وقت ایران) پخش می شد.

#### ایران
این مجموعهٔ تلویزیونی با عنوان خواهران و برادران با دوبله فارسی در روزهای یک‌شنبه، سه‌شنبه و جمعه در ساعت ۲۱ از شبکه جم سریز و در ساعت ۲۲ از جم سریز پلاس و  روز‌های شنبه، دوشنبه و چهارشنبه در ساعت ۲۳ از شبکه  جم تی‌وی و ساعت ۲۴ از شبکه  جم تی‌وی پلاس در ۴۱۲ قسمت پخش شد.

## جوایز و نامزدی‌ها
این مجموعهٔ تلویزیونی در ۴۷مین دوره جوایز پروانه طلایی در ۷ بخش نامزد شد و فقط در یک بخش موفق شد جایزه را دریافت کند. همچنین در ۲۵مین دوره جوایز لنز طلایی که توسط انجمن خبرنگاران مجلات برگزار شد، برنده یک جایزه شد.
| سال  | عنوان جشنواره                                        | بخش/رشته                         | نامزد(ها)                                | نتیجه    | منبع          |
| ---- | ---------------------------------------------------- | -------------------------------- | ---------------------------------------- | -------- | ------------- |
| ۲۰۲۱ | ۲۵مین دوره جوایز لنز طلایی                           | مجموعهٔ تلویزیونی درام سال        | خواهر و برادرانم                         | برنده    | [ ۲۱ ]        |
| ۲۰۲۱ | جوایز مون لایف                                       | بهترین بازیگر زن سال             | فادیک سوین آتاسوی                        | برنده    | [ ۲۲ ]        |
| ۲۰۲۱ | جوایز مون لایف                                       | بهترین مجموعهٔ تلویزیونی درام سال | خواهر و برادرانم                         | برنده    | [ ۲۲ ]        |
| ۲۰۲۱ | ۷مین جوایز طلایی ۶۱ دانشگاه استانبول                 | ستاره درخشان سال                 | سو بورجو یازگی جوشکون                    | برنده    |               |
| ۲۰۲۱ | ۷مین جوایز طلایی ۶۱ دانشگاه استانبول                 | بهترین بازیگر نقش مکمل مرد سال   | اونور سعید یاران                         | برنده    |               |
| ۲۰۲۱ | ۴۷مین دوره جوایز پروانه طلایی                        | بهترین مجموعهٔ تلویزیونی          | خواهر و برادرانم                         | نامزدشده | [ ۲۰ ]        |
| ۲۰۲۱ | ۴۷مین دوره جوایز پروانه طلایی                        | بهترین بازیگر زن                 | سو بورجو یازگی جوشکون                    | نامزدشده | [ ۲۰ ]        |
| ۲۰۲۱ | ۴۷مین دوره جوایز پروانه طلایی                        | بهترین زوج مجموعهٔ تلویزیونی      | سو بورجو یازگی جوشکون و اونور سعید یاران | نامزدشده | [ ۲۰ ]        |
| ۲۰۲۱ | ۴۷مین دوره جوایز پروانه طلایی                        | بهترین کارگردان                  | سرکان بیرینجی                            | نامزدشده | [ ۲۰ ]        |
| ۲۰۲۱ | ۴۷مین دوره جوایز پروانه طلایی                        | بهترین فیلم‌نامه                  | گل‌عابوس سمرجی                            | نامزدشده | [ ۲۰ ]        |
| ۲۰۲۱ | ۴۷مین دوره جوایز پروانه طلایی                        | بهترین موسیقی                    | آلپ ینیر                                 | نامزدشده | [ ۲۰ ]        |
| ۲۰۲۱ | ۴۷مین دوره جوایز پروانه طلایی                        | بهترین بازیگر کودک               | آیلین آکپینار                            | برنده    | [ ۲۳ ]        |
| ۲۰۲۱ | جوایز بین‌المللی اژه طلایی                            | بهترین بازیگر نوظهور سال         | ییعیت کوچاک                              | برنده    |               |
| ۲۰۲۱ | جوایز مجله جی‌کیو                                     | ستاره نوظهور سال                 | اونور سعید یاران                         | برنده    | [ ۲۴ ]        |
| ۲۰۲۲ | جوایز بهترین زمان ۲۰۲۲                               | بهترین مجموعهٔ تلویزیونی درام     | خواهر و برادرانم                         | برنده    |               |
| ۲۰۲۲ | جوایز بهترین زمان ۲۰۲۲                               | بهترین بازیگر زن                 | فادیک سوین آتاسوی                        | برنده    |               |
| ۲۰۲۲ | جوایز بهترین زمان ۲۰۲۲                               | بهترین بازیگر نقش مکمل مرد       | جهان شیمشک                               | برنده    |               |
| ۲۰۲۲ | جوایز بهترین زمان ۲۰۲۲                               | بهترین بازیگر نقش مکمل زن        | گزده تورکر                               | برنده    |               |
| ۲۰۲۲ | ۶مین دوره جوایز بهترین‌های سال دانشگاه اوکان استانبول | بهترین مجموعهٔ تلویزیونی          | خواهر و برادرانم                         | برنده    | [ ۲۵ ]        |
| ۲۰۲۲ | ۶مین دوره جوایز بهترین‌های سال دانشگاه اوکان استانبول | بهترین زوج سال                   | سو بورجو یازگی جوشکون و اونور سعید یاران | برنده    | [ ۲۵ ]        |
| ۲۰۲۲ | ۴۸مین دوره جوایز پروانه طلایی                        | بهترین مجموعهٔ تلویزیونی          | خواهر و برادرانم                         | نامزدشده | [ ۲۶ ] [ ۲۷ ] |
| ۲۰۲۲ | ۴۸مین دوره جوایز پروانه طلایی                        | بهترین بازیگر زن                 | سو بورجو یازگی جوشکون                    | نامزدشده | [ ۲۶ ] [ ۲۷ ] |
| ۲۰۲۲ | ۴۸مین دوره جوایز پروانه طلایی                        | بهترین بازیگر مرد                | اونور سعید یاران                         | نامزدشده | [ ۲۶ ] [ ۲۷ ] |
| ۲۰۲۲ | ۴۸مین دوره جوایز پروانه طلایی                        | بهترین بازیگر مرد                | ییعیت کوچاک                              | نامزدشده | [ ۲۶ ] [ ۲۷ ] |
| ۲۰۲۲ | ۴۸مین دوره جوایز پروانه طلایی                        | جایزه ستاره درخشان               | سو بورجو یازگی جوشکون                    | برنده    | [ ۲۶ ] [ ۲۷ ] |
| ۲۰۲۲ | ۴۸مین دوره جوایز پروانه طلایی                        | بهترین زوج مجموعهٔ تلویزیونی      | سو بورجو یازگی جوشکون و اونور سعید یاران | برنده    | [ ۲۶ ] [ ۲۷ ] |
| ۲۰۲۲ | ۴۸مین دوره جوایز پروانه طلایی                        | بهترین کارگردان                  | سرکان بیرینجی                            | نامزدشده | [ ۲۶ ] [ ۲۷ ] |

## پیوندها به بیرون
- وبگاه رسمی
- خواهر و برادرانم در بانک اطلاعات اینترنتی فیلم‌ها (IMDb)
- خواهر و برادرانم در اینستاگرام
- خواهر و برادرانم در یوتیوب
- خواهر و برادرانم در توییتر
- خواهر و برادرانم در فیس‌بوک